# Orménio
Orménio (en grec moderne : Ορμένιο, katharévousa Ὀρμένιον, Orménion, en bulgare Черномен ou Чирмен ou Чермен, Černomen, Čirmen, Čermen, en turc Çirmen) est un village de Thrace occidentale, en territoire grec. Selon le recensement de 2021, il compte 344 habitants.
Le village est situé à 2 km au sud du fleuve Marica et de la frontière gréco-bulgare. Sur le plan administratif, il fait partie de la périphérie de Macédoine-Orientale-et-Thrace, dans le district régional d’Évros, dans le dème d'Orestiáda. La localité appartient au district municipal de Trígono et constitue l'une des communautés municipales.
Le village est surtout connu pour la bataille de la Marica en 1371, qui, après la défaite des royaumes chrétiens des Balkans permit à l’Empire ottoman de s’installer durablement en Europe.

## Géographie
Orménio est la localité la plus au nord de Grèce. La frontière bulgare se trouve au nord du village : on accède après 7 km de route orientée nord/nord-est au point de contrôle frontalier bulgare Kapitan Petko Vojvoda (anciennement Novo Selo, aujourd’hui quartier de Svilengrad). Orménio est situé à environ 40 km au nord-ouest de la ville d’Orestiáda, à environ 200 km du port d’Alexandroúpoli sur la mer de Thrace et à environ 40 km de la ville turque d’Edirne. Le village est relié à la route européenne 85 (route nationale 51 dans la numérotation grecque), ainsi qu’à l’autoroute bulgare A1 (autoroute de Thrace) et à l’autoroute turque O3 (ces deux derniers axes font partie de la route européenne 80).

## Histoire
Le 13 mai 1327, le tsar bulgare Michel IV Šišman Ier rencontra à Orménio l’empereur byzantin Andronic III Paléologue, et les deux monarques signèrent le traité d’alliance dit d’Orménio/Černomen.
Le 17 septembre 1371 eut lieu près du village la bataille de la Marica, qui opposa les forces du sultan ottoman Murad Ier commandées par le beylerbey Lala Şâhin Paşa aux troupes chrétiennes commandées par le roi serbe Vukašin Mrnjavčević et son frère, le despote Jovan Uglješa. La bataille se termina par une défaite catastrophique des chrétiens et permit aux Ottomans de s’imposer durablement dans les Balkans.
Au XIXe siècle et au début du XXe siècle, Orménio/Černomen était un village essentiellement bulgare. En 1873, selon l’Ethnographie des Vilayets d'Adrianople, de Monastir et de Salonique, étude démographique éditée par le journal en langue française de Constantinople Le Courrier d’Orient en 1878, 870 Bulgares et 120 musulmans vivaient à Čirmen, soit en tout 180 familles. Selon l’académicien bulgare Ljubomir Miletič, 189 familles vivaient à Čermen en 1912, et le village comptait 900 habitants appartenant à l’exarchat bulgare.
Devenu bulgare après la fin de la domination ottomane dans la région, le village fut incendié au cours de la Deuxième Guerre balkanique par l’armée ottomane. À l’issue de la Première Guerre mondiale (en vertu du traité de Neuilly du 27 novembre 1919), il fut cédé à la Grèce. Dans les années 1920, il fut peuplé de Grecs obligés de fuir l’Asie mineure (à la suite des échanges de population entérinés par le traité de Lausanne) et la Bulgarie (Grecs de la région d’Ivajlovgrad). Fortement touché par la Deuxième Guerre mondiale et la guerre civile grecque, le village a été en grande partie reconstruit.
À la suite de la loi 2539 (baptisée « Ioannis Kapodistrias ») de 1997, Orménio a été intégré au dème de Trígono, avec 16 autres communes. Depuis le programme Kallikratis de 2010, la localité est intégrée au dème d'Orestiáda, issu de la fusion des dèmes de Kyprínos, d'Orestiáda, de Trígono et de Výssa.